# Park Narodowy „Czawasz Warmanie”
Park Narodowy „Czawasz Warmanie” (ros. Национальный парк «Чаваш Вармане») – park narodowy położony w Republice Czuwaszkiej w europejskiej części Rosji. Znajduje się w rejonie szemurszyńskim, a jego obszar wynosi 252 km². Park został utworzony dekretem rządu Federacji Rosyjskiej z dnia  20 czerwca 1993 roku. Zarząd parku znajduje się w miejscowości Szemursza.

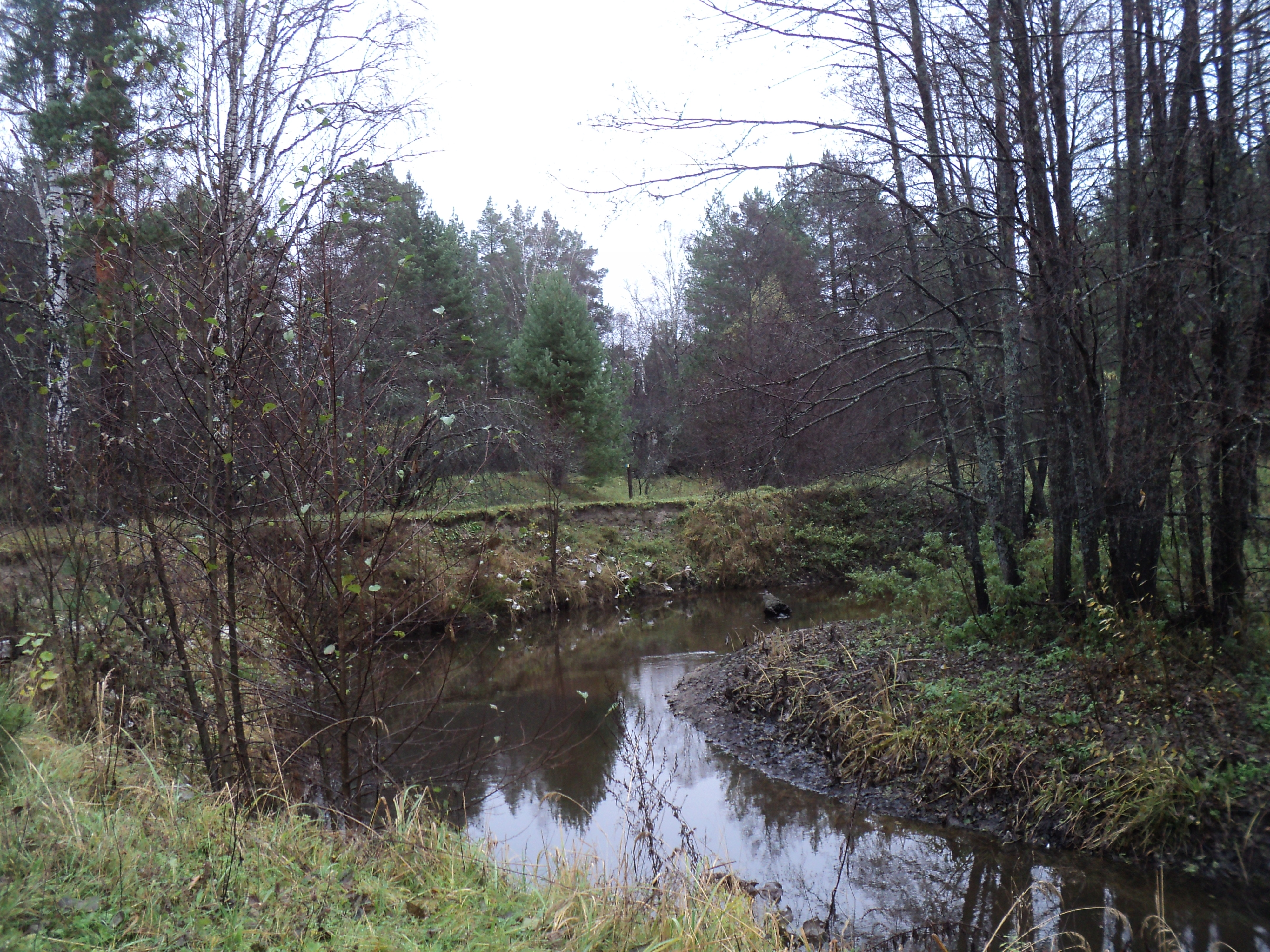
Rzeka Biczurga

## Opis
Park został założony w celu zachowania naturalnych kompleksów leśnych regionu środkowej Wołgi na południowym wschodzie Republiki Czuwaskiej. Lasy zajmują 95,5% powierzchni parku. Znajduje się tu duża liczba rzek i strumieni, które należą przeważnie do dorzecza rzeki Sury, dopływu Wołgi. Największe rzeki to Biełaja Biezdna, Abamza, Czernaja Biezdna, Chirła i Tiukinka.  W parku znajduje 20 jezior.

## Flora i fauna
Park położony jest na pograniczu stref leśnych i leśno-stepowych. Reprezentowane są tutaj różne rodzaje biocenoz, od południowej tajgi po stepy. Rosną lasy sosnowe, brzozowe, osikowe, lipowe i dębowe. Występuje ponad 800 gatunków wyższych roślin naczyniowych.
W parku żyje 41 gatunków ssaków, 185 gatunków ptaków, 6 gatunków gadów, 11 gatunków płazów i 19 gatunków ryb.
Są to m.in.: borsuk europejski, tchórz zwyczajny, kuna leśna, trzmielojad zwyczajny, kobuz, głuszec zwyczajny, jarząbek zwyczajny, ryś euroazjatycki, łoś euroazjatycki, niedźwiedź brunatny, desman ukraiński, gadożer zwyczajny, orzeł cesarski, orzeł przedni, bocian czarny, bóbr europejski, wydra europejska i traszka grzebieniasta.

## Klimat
Klimat parku jest umiarkowany kontynentalny z długimi, mroźnymi zimami i ciepłymi, czasami gorącymi latami. Średnia temperatura w styczniu to -12,8 °C, w lipcu +19,2 °C.